# Bathyberthella zelandiae
Bathyberthella zelandiae is een slakkensoort uit de familie van de Pleurobranchidae. De wetenschappelijke naam van de soort is voor het eerst geldig gepubliceerd in 1983 door Willan.